# Идит Дарам
Идит Дарам (енгл. Edith Durham; Лондон, 8. децембар 1863 — 15. новембар 1944) је била списатељица и уметница из Уједињеног Краљевства која је посебно позната због текстова о животу Албанаца на самом почетку 20. века.

## Биографија
Била је најстарија од осморо деце. Њен отац је био Артур Едвард Дарам, истакнути лондонски хирург. Била је талентована за цртање и сликање и похађала је Краљевску академију уметности и Бедфорд колеџ у Лондону. Своје радове је излагала на бројним изложбама а њени детаљни цртежи амфибија и рептила су објављени 1899. године у Историји природе у издању универзитета у Кембриџу.
Када јој је умро отац неколико година се старала о својој болесној мајци што је за њу било превише исцрпљујућа активност због које јој је, када је имала 37 година, доктор саветовао да се одмори у иностранству.

## Балканске експедиције
По савету доктора путовала је по Далмацији од Трста до Котора, а затим на Цетиње, престоницу Црне Горе. На овом путовању се упознала са животом на југу Балкана и то искуство ће бити пресудно за њен даљи живот.
Током наредних двадесет година често путује по Балкану, нарочито по Албанији која је тада била најизолованије и најнеразвијеније подручје Европе. Написала је неколико књига о Балкану, од којих је најпознатија „Висока Албанија“ објављена 1909. године, која се још увек сматра утицајним водичем кроз обичаје и друштво висоравни северне Албаније. Цетињски вјесник је 1908. године о њој написао да је из љубави према Црној Гори научила српски језик. У том периоду, док је имала љубав према српском народу, написала је књигу Кроз земље Срба (Кроз српске земље,  Through the Lands of the Serb) у којоj је описала своја путовања кроз Србију и Црну Гору, почетком 20. века.

## Контроверзе
Блиско се идентификовала са Албанцима и посебно са њиховим покретом за уједињење и независност од Османског царства. Оваква опредељења су изазвала критике присталица југословенске државе који су подржавали припадност Косова и Метохије (од краја 19. века већински насељене Албанцима) Србији и Југославији. Њене критике на рачун „српских крвопија“ које „нису створиле Југославију него су се држали свог оригиналног циља стварања Велике Србије.... Далеко од ослобођења, маса људи живи под много окрутнијом влашћу од претходне."
Неки просрпски британски интелектуалци попут Ребеке Вест су се оштро супротстављали њеним ставовима. Истакнути историчар Роберт Вилијам Сетон-Вотсон је оценио да Дарамова критикује „балкански менталитет“ а истовремено су њени поступци идентични са предметом њене критике.
У Албанији је била врло цењена и називана романтичним именом попут „краљица горштака“. Иако је путовала сама по Албанији током путовања није имала никаквих проблема због тога што је облачила мушку одећу и на тај начин имала статус заштићене особе, јер су Албанци поштовали стари обичај „заклетих девица“ и третирали је као мушкарца.